# Жогово
Жогово — деревня в Новосокольническом районе Псковской области России. Входит в состав Маевской волости.

## География
Расположена в 23 км к северо-западу от города Новосокольники и в 4 км к востоку от бывшего волостного центра, деревни Руново.

## Население
| 2001 | 2002 | 2010 |
| ---- | ---- | ---- |
| 7    | ↗10  | ↘4   |

Численность населения деревни по оценке на начало 2001 года составляла 7 человек.

## История
С 1995 до 2015 года деревня входила в состав бывшей Руновской волости.